# Лялевщина
Лялевщина — деревня в Городокском районе Витебской области Белоруссии. Входит в состав Межанского сельсовета.
Находится примерно в 3 км к северу от более крупной деревни Межа.
В 3,5 км от деревни на правом берегу реки Ловать находится археологический памятник — городище железного века.

## Население
- 1999 год — 175 человек
- 2010 год — 83 человека[4]
- 2019 год — 59 человек[1]